# Gevlekte mierenleeuw
De gevlekte mierenleeuw  (Euroleon nostras) is een insect uit de familie mierenleeuwen (Myrmeleontidae). Deze soort wordt steeds vaker gewone mierenleeuw genoemd.
Het is een van de twee soorten mierenleeuwen die in België en Nederland voorkomen. De larven er van lijken veel op elkaar. Doordat de vlekken op de vleugels bij de volwassen zwartkopmierenleeuw ontbreken is het onderscheid bij imago's niet moeilijk te maken. De levenswijze van beide soorten is gelijk; de larve is een geduchte jager die op mieren en andere kleine insecten loert vanuit een zelfgegraven valkuil. Het volwassen insect heeft veel weg van een waterjuffer maar is hiervan de onderscheiden aan de verdikte, bij het uiteinde naar de zijkant gebogen antennes. 
De gevlekte mierenleeuw blijft met een spanwijdte of vlucht van 50 tot 66 millimeter kleiner dan de zwartkopmierenleeuw. 

Afbeeldingen
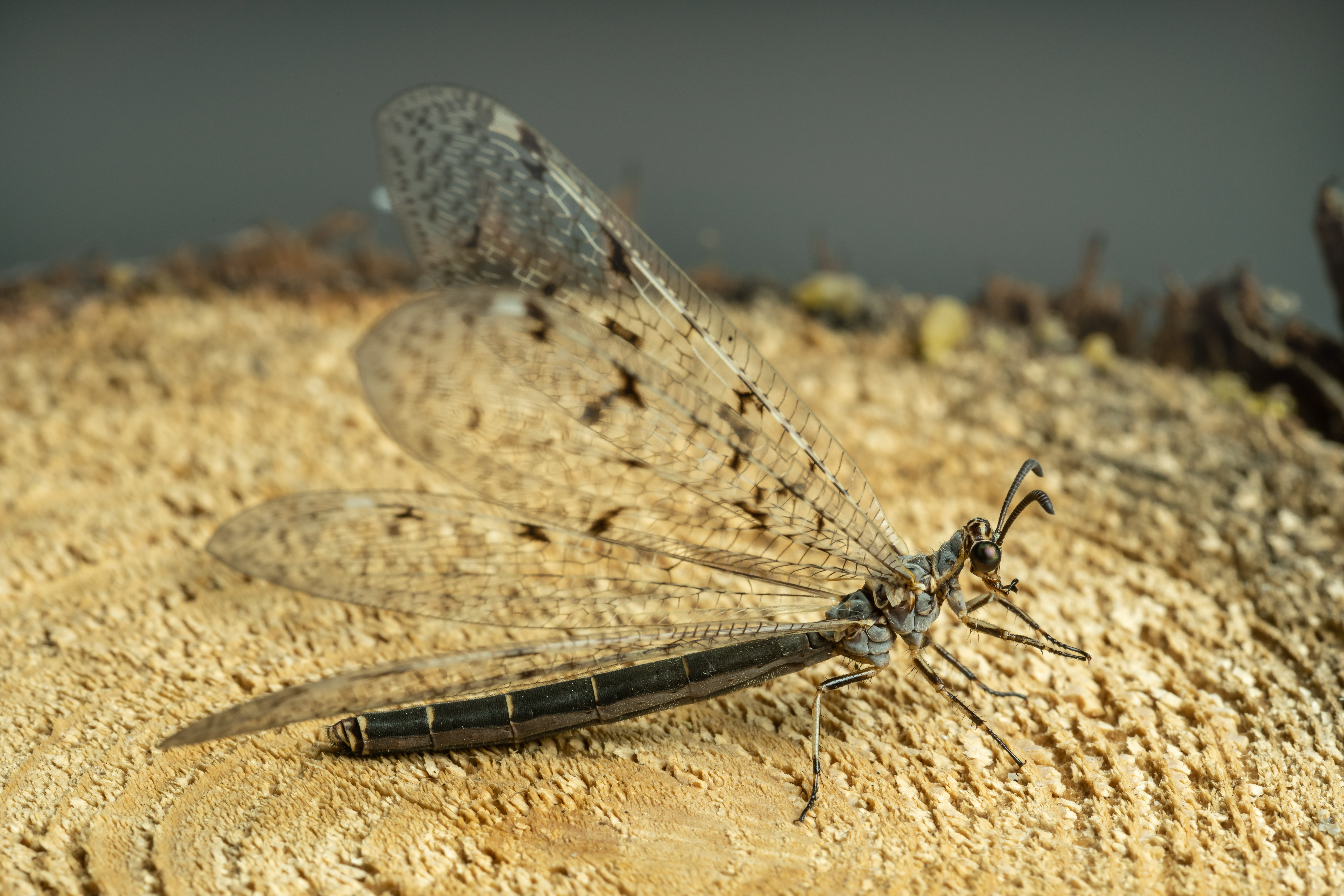
Zijaanzicht
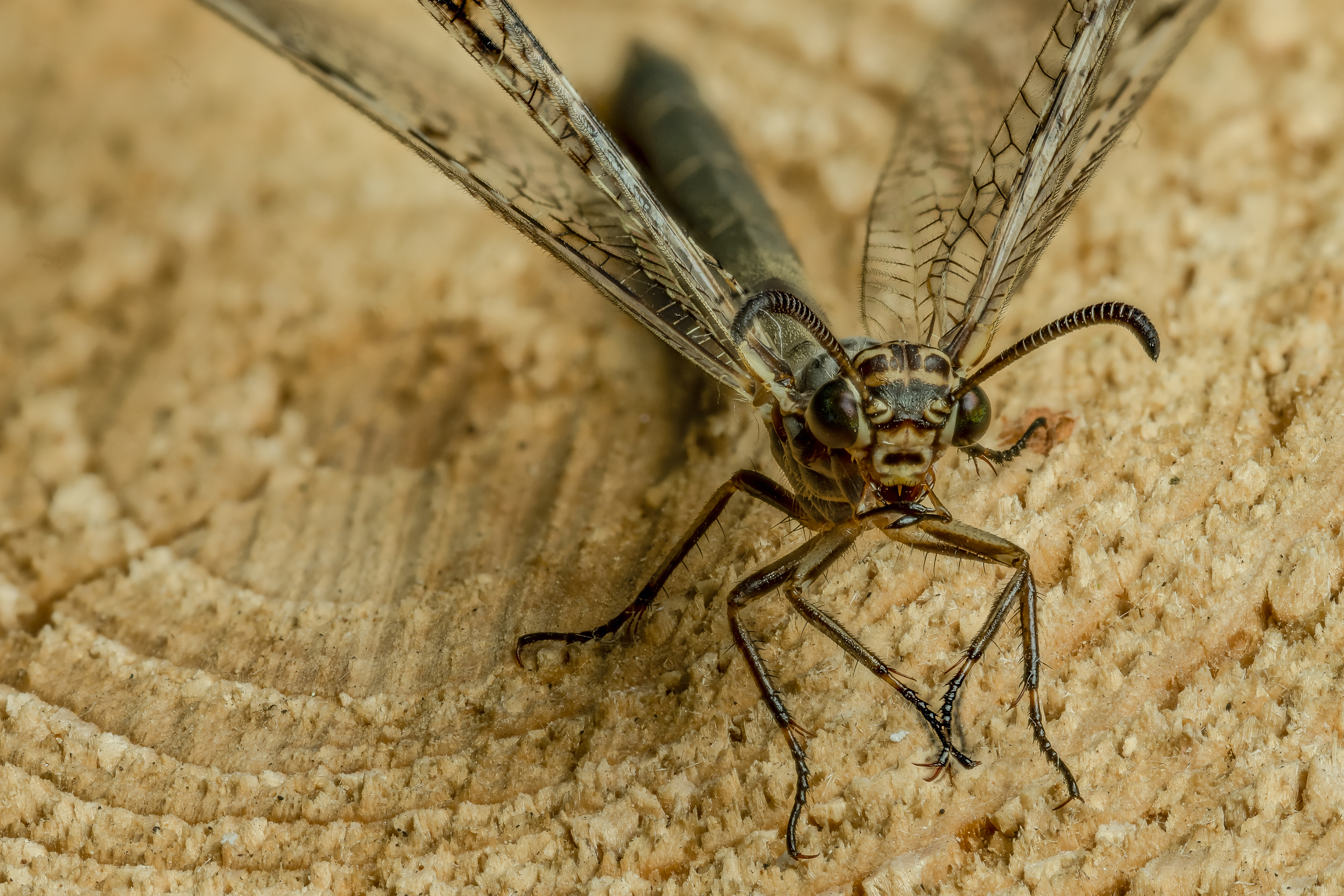
Vooraanzicht
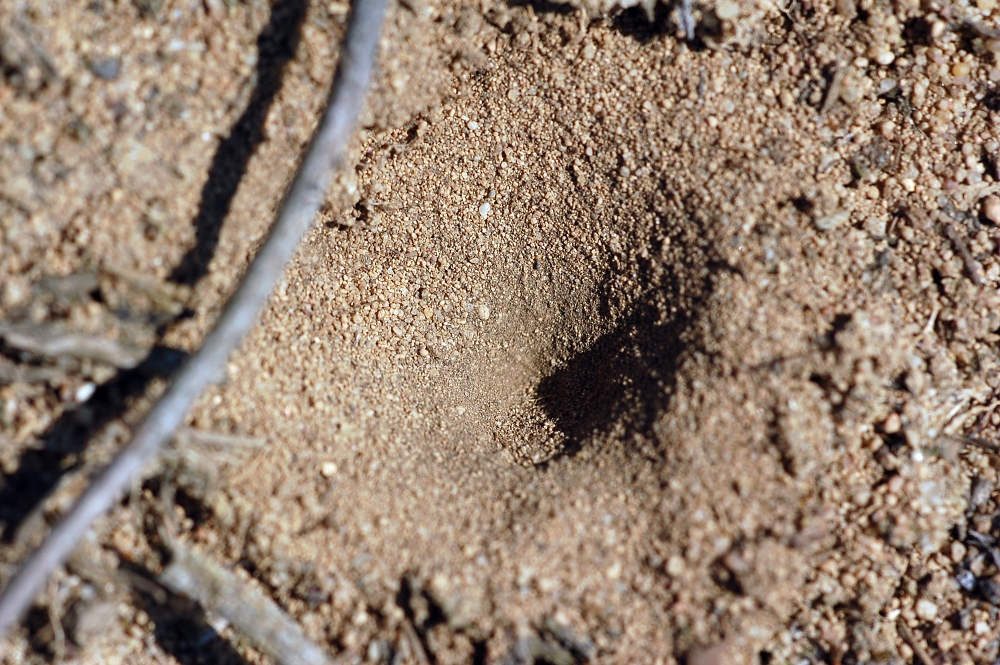
Valkuil van de larve
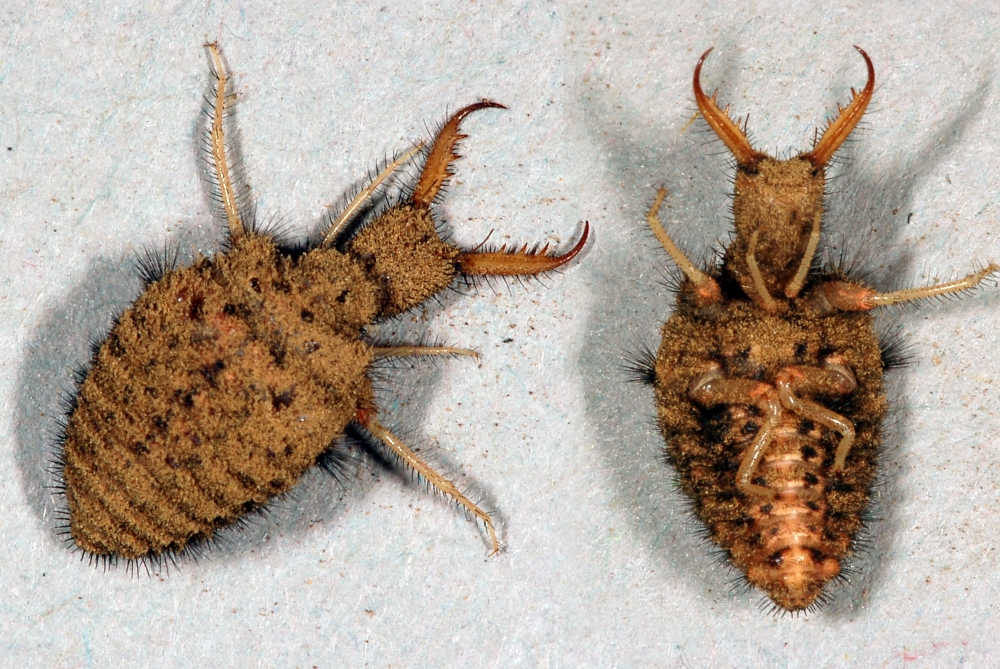
Larve
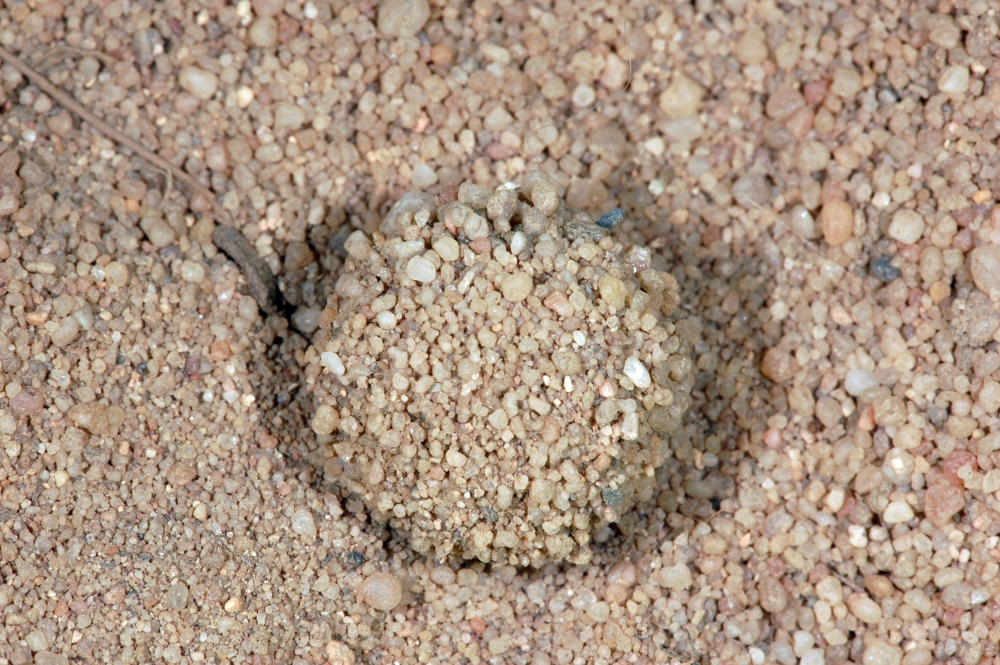
Cocon
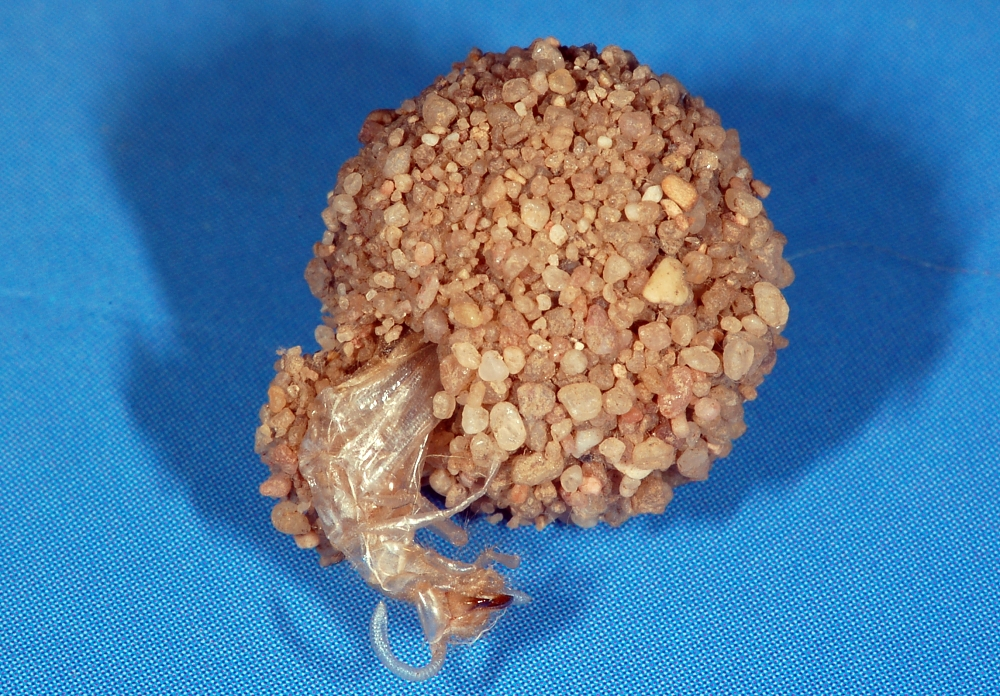
Uitgeslopen cocon